# Cloven Hoof
Cloven Hoof é uma banda de heavy metal  formada em  Wolverhampton, Reino Unido, que esteve ativa entre 1979 e 1990 e foi reativada em 2000. A banda foi associada ao New Wave of British Heavy Metal, começando na mesma época de grupos como Iron Maiden, Saxon e Diamond Head. Com inúmeras mudanças na formação, o baixista Lee Payne permanece como único membro original.
Em 2019, a Metal Hammer elegeu seu disco A Sultan's Ransom como o 24º melhor álbum de power metal de todos os tempos.

## Formação atual
- Lee Payne - baixo (1979–1990, 2000-hoje)
- Joe Whelan - guitarra/Vocal (2011-hoje)
- Chris Coss - guitarra (2011-hoje)
- Jake Oseland - bateria (2012-hoje)
- Harry (The Tyrant) Conklin (2023-hoje)

## Outros integrantes

### Vocal
- Russ North (1986-1990, 2006-2009, 2011–2012)
- Rob Kendrick (1985-1986)
- David Potter (1982–1984)
- Matt Moreton (2000-2006, 2009)
- Harry (The Tyrant) Conklin (2023-hoje)

### Guitarra
- Steve Rounds (1982–1986)
- Andy Wood (1988–1990, 2004)
- Andy Shortland (2005–2006)
- Ben Read (2007–2010)
- Mick Powell (2007, 2008, 2009–2010)

### Bateria
- Kevin Pountney (1982–1986)
- Lynch Radinsky (2005–2006)
- Jon Brown (1987–1990, 2007–2010)

## Discografia

### Álbuns de estúdio
- The Opening Ritual (1982) EP
- Cloven Hoof (1984)
- Fighting Back (1986)
- The Definitive - Part One (2008) - Compilação
- Throne of Danmation (2010) EP
- Dominator (1988, relançado em 2011 & 2012)
- A Sultan's Ransom (1989, relançado em  2012)
- Eye of the Sun (2006)
- Resist or Serve (2014)
- Who Mourns for the Morning Star  (2017)
- The BBC Sessions (2018)
- The Age of Steel  (2020)
- Time Assassin (2022)
- Heathen Cross (2024)

### Álbuns  ao vivo
- Fighting Back (1986)

### Coletâneas
- The Definitive Part One (2008)

### EPs
- The Opening Ritual (1982)
- Throne of Damnation (2010)

### Demos
- 1982 Demo (1982)
- Second 1982 Demo (1982)

### Vídeos
- A Sultan's Ransom - Video Archive (DVD) (2010)